# أنزايت-(سيريوم)
أنزايت-(Ce) ( رمزه في الجمعية الدولية للمعادن: Anz-Ce) هو معدن متأكسد وهو عنصر أرضي نادر (rare-earth element) بالصيغة Ce 4 Fe 2+ Ti 6 O 18 (OH) 2. مثال على المعادن ذات الصلة كيميائيا: لوكاسيت-(Ce)، على الرغم من أنه لا يحتوي على الحديد. يتم استبدال السيريوم في أنزايت-(Ce) أساسا من النيوديميوم، اللانثانم، الكالسيوم والبراسيوديميوم. يتم استبدال التيتانيوم بالنيوبيوم. تشمل العناصر النزرة الثوريوم. المعدن أحادي الميل، ينتمي لمجموعة الفضاء C 2 / م . أنزايت-(Ce) هو معدن حراري مائي موجود في كربوناتيت من شبه جزيرة كولا الغنية بالمعادن. يكرم الاسم المعدني أناتولي ن.زايتسيف، المعروف بدراسات الكربوناتيت والكهرباء الأرضية. 

## تخلقه وارتباطاته
الصخور الأصل للأنزايت-(Ce) عبارة عن سيليكاربونيتات (silicocarbonatites) من كتلة صخور Afrikanda alkali-ultramafic. خضعت هذه الصخور إعادة صياغة الحرارية المائية، التي بجانب الأنزايت-(Ce) أنتجت أيضا الكالسيت، ومجموعة الكلوريت، والهيبشيت والتيتانيت في حساب المعادن الأساسية.